# Égerházi Zsanett
Égerházi Zsanett, művésznevén Sandy (Sátoraljaújhely, 1976. december 17.)) magyar pornószínésznő.
Játszott a Nemere István Vérvonal című regénye alapján készült thrillerben is, Zimány Lindával és Dukai Reginával.

## Élete
Apja művész volt, édesanyja óvónőként dolgozott.
Zsanett szülei elsőszülöttje, két fiatalabb húga van, akikkel együtt nőtt fel.
Gyermekkorában kétnyelvű általános iskolába járt, ahol szlovákul és angolul tanult. Folyékonyan beszéli ezeket a nyelveket, és egy kicsit németül is tud.
Miközben középiskolába járt, az volt az álma, hogy légiutas-kísérő legyen. Első repülése után azonban meggondolta magát, azóta fél a repüléstől. A történtek után modellként kezdett dolgozni. A középiskola befejezése után a helyi közösségi főiskolára járt, amíg meg nem tanulta, hogy a modellkedés jó lehetőség.
Annak ellenére, hogy szinte teljes egészében leszbikus pornósztárként ismerik el, Sandy inkább a férfiakat kedveli magánéleti szexuális életében, mint sok más ilyen típusú pornó színésznő. 2014-ben ment feleségül a francia Romain Chavent rendezvényszervezőhöz. Két lányuk van, egyiküket Joylanie-nak hívták, aki 2015-ben született.

## Részleges filmográfia
- My Dear Sandy
- Sandys Girls #1
- Sandys Girls #2
- Sandys Girls #3
- Sandys Girls #4
- Sandys Girls #5
- Sandys Girls #6
- Les Babez #1
- Les Babez #2
- Seductive #3
- Sandys Club #1
- Sandys Club #2
- Les Glam #1
- Best of 21sextury Vol. 3